# Grundhof
Grundhof (en luxemburguès: Grondhaff; en alemany: Grundhof) és una vila de la comuna de Beoufort situada al districte de Grevenmacher del cantó d'Echternach. Està a uns 29 km de distància de la ciutat de Luxemburg.

## Geografia
La vila es va establir principalment al llarg del Ernz Negre, un riu que desemboca en el Sauer, just al nord del llogaret.